# Deutscher Psychologen Verlag
Der Deutsche Psychologen Verlag (DPV) wurde 1984 gegründet und ist der Verlag des Berufsverbandes Deutscher Psychologinnen und Psychologen e.V. (BDP).
Zum Verlagsprogramm gehören Praxisratgeber, Arbeitsmaterialien und Tools für die berufliche Praxis von Psychologen und Psychotherapeuten. Zu den bekannten Publikationen zählen die Fach- und Verbandszeitschrift des BDP Report Psychologie sowie die Fachzeitschriften Wirtschaftspsychologie aktuell und VPP aktuell. Seit 2015 bietet der Verlag mit Praxis Schulpsychologie einen neuartigen Informationsdienst zum Thema Schulpsychologie an.
Im Jahr 2018 hat der DPV das Online-Magazin psylife auf den Markt gebracht.
Daneben erscheinen im Verlagsprogramm elektronische Medien, Tools für Coaching und Psychotherapie sowie zahlreiche Buchveröffentlichungen zu praxisrelevanten Themen im Arbeitsfeld Psychologie und Psychotherapie.